# Magyar Egyházi Beszédek Gyüjteménye
Magyar Egyházi Beszédek Gyüjteménye egy 19. század első felében megjelent nagy terjedelmű magyar vallási könyvsorozat.

## Jellemzői
Az egyes kötetek Szalay Imre szerkesztésében 1832–1836 között az egyesítés előtti Pesten és Budán jelentek meg. 1840-ben újraindult a sorozat, és 1845-ig még 4 kötet jelent meg Beszédek – Ujabb évfolyam alcímmel.
Az összesen 10 kötetből sorozat máig a legnagyobb katolikus egyházi-beszédgyűjtemények egyike magyar nyelven. Az általánosságban 250–300 oldalas kötetek körülbelül 10–20 beszédet tartalmaztak, azaz a teljes sorozat beszédeinek a száma felülmúlja a 100-t. Habár azelőtt sem volt ritka, hogy egy-egy nevezetesebb hitszónok kiadta a beszédeit külön kötetben, azonban ezt nem mindenki tudta/akarta megtenni, következésképpen sok korabeli katolikus lelkésznek csak ebben a gyűjteményben maradtak fenn a beszédei. Előfordult, hogy egy-egy lelkésztől egy kötetben több beszéd is megjelent, illetve az is, hogy több kötetben jelentek meg egy-egy lelkész beszédei.

## Magyar Egyházi Beszédek Gyüjteménye
| I. kötet |
| - Perlaky Somogy Leopold. Az isten itéletéről. Adventi I. vasárnapra. - Szabó János. Az Ur utainak készitése megkivánja kerülni a) a kevélységet, b) az alacsonyságot. Adventi IV. vasárnapra. - A munkásságról. Karácsony utáni vasárnapra egy pesti papnevelö intézetbeli nevendéktöl. - Döme Károly. A keresztény felebarátját a) Istenért és b) mint Isten szereti – ugy tartozik szeretni. Pünkösd utáni XII. vasárnapra. - Szabó János. Isteni rendelés szerint a) Jó a jövendőt nem tudni. b) Rosz a jövendőre mód nélkül számot tartani. Kis Karácson, vagy ujesztendő napra. - Szalay Imre. A lélek halhatatlanság valósága a) erős okokon épül; s b) hathatós reánk nézve. Urunk mennybemenetele napjára. - Döme Károly. Kis-asszony, vagy Mária születése napjára. - Szabó János. Nagy Boldog Aszszony napjára. - Majer József. Sz. István érdemei. Sz. István király napjára. - Szaniszló Ferencz. A keresztény hazafiuságról. Sz. István király napjára. - Szilassy János. A szentek tiszteletéről. Sz. Flórián mártyr napjára. - Szabó János. A nevelés fontossága s akadályai. Sz. Calasantzius József napjára. - Rátskay Ferencz. Az igaznak remenysége halálkor. Sz. Rókus napjára. - Szalay Imre. Keresztények temploma. Szentegyház keresztelésére. – U. a. Tekintetve méltók az öregek. Gyertyaszentelő napra. - Szabó János. Az isten követéséről nyolcz sz. beszéd, a 40 napi bőjtre. - Cziráky Antal. Gyászoló beszéd, mellyel Második Leopold bold. tsászárt és királyt a pesti magyar társaság gyülekezetében megtisztelte. - Mahovszky József. A fölséges ausztriai ház magyar-országi uralkodásának III. százados öröm ünnepére. - Jenovai Károly. A papi rend hasznos s szükséges intézet mind az örökké, mind az ideig való boldogságra. Uj misére. - Szalay Mihály. A tanitóknak érdemeikről és jutalmaikról. Ötvenedik évi papi jubileumra. - Salamon József. A keresztény hitvallásnak befolyásáról a polgári társaság boldogságára. Közönséges könyörgéskor keresztjáró héten. - Tóth József. A városi polgárok kötelességeiről. Sz. K. városi magyar fegyveres sereg ünnepén. - Szalay Imre. A keresztény vitézeknek kötelességeiről. Két katona szökevények elvesztése után. Homilia egyház napján. - Kapuvári Antal. Rövid oktatás az oltári szentségről. Urnapjára. - Nagy József. Megszólitás gr. Sigray Máriának Sein Ignácz kapitánnyal lett összekelése alkalmával. - Katechetai beszéd a sz. háromság nevének a keresztjelben használásáról. Sz. háromság vasárnapján. |
| II. kötet |
| - tartalma nem ismert |
| III. kötet |
| - A lelki irgalmasságnak kötelességeiről s módjáról. Adventi II. vasárnapra. - Jézusnak millyen az országa? Kik országának méltó polgári? Adventi III. vasárnapra. - Nagy kár az Istent elveszteni. Vizkeresztutáni I. vasárnapra. - Szabó János. A házasság a kereszténységben s a keresztény ember a házasságban. Vizkereszt utáni II. vasárnapra. - Döme Károly. Az Isten akaratjára való hagyatkozás által leszünk a legtökéletesebb keresztények s legboldogabb emberek. Vizkereszt utáni III. vasárnapra. - Az élet keresüségei ellen méltatlanok panaszaink. Vizkereszt utáni IV. vasárnapra. - A gonoszokkal való együtt lételt arra használjuk, hogy ők általunk megtérjenek s mi is ő általuk a jóban gyarapodjunk. Vizkereszt utáni V. vasárnapra. - A jóban szüntelen s mind végig nevekedni lehetséges s szükséges. Vizkereszt után VI. vasárnapra. - Felebarátunkkal való békesség. Husvét utáni I. vasárnapra. - Egy okos s jó kereszténynek tavaszi elmélkedése a természet nagy könyvéből. Husvét utáni II. vasárnapra. - A jó keresztény az örömben s szomorúságban. Husvét utáni III. vasárnapra. - Szükséges a szenvedés a religióban. Husvét utáni IV. vasárnapra. - Utazók lévén ez életben, ugy gyönyörködjünk, ugy türjünk, ugy igyekezzünk a világban, mint utazók. Husvét utáni V. vasárnapra. - Szabó János. Kik azon keresztények, kik nem ismerik az Istent? Husvét utáni VI. vasárnapra. - Vezerle Gáspár. Nagy karácson napjára. - Vass László. Az üdvösség akadályairól, mellyeket Krisztus urunk tőlünk elháritott. - Mártonffy József. Krisztus Jézus az igaz husvéti bárány, a ki eltörli a világ büneit? Husvét ünnepére. - Vass László. Miért s hogyan kell fölemelkednünk már e földön az égbe gondolatainkkal és kivánságainkkal. - A keresztények nem követik Máriát a kegyelem megőrzésében. Szüz Mária fogantatásának napjára. - Az Isten törvényének tartozunk engedelmességgel. Gyertyaszentelő boldog asszony napjára. - Kapfer László. Nem követjük Máriát az alázatosságban. Gyümölcs oltó boldog asszony napjára. - Szabó János. Szüz Máriának a világon nyert győzedelme. Nagy boldog asszony napjára. |
| IV. kötet |
| - Kováts Mátyás. Szent Péter és Pál napjára. - Kapfer László. Meg kell engednünk ellenségeinknek. Sz. István első mártyr napjára. - Mily állhatatosak voltak a régi keresztények a nagy üldözésekben? s milly türhetetlenek a mai keresztények a kevés csapások elviselésében. Sz. György napjára. - Szabó János. Sz. Antal napjára. - Kolosváry Sándor. A religiói szertartások hasznairól. - A sz. mise áldozatjáról - A XL. napi bőjtre. - Döme Károly. Urunk szenvedése és halála kimutatja mind a világ tusakodását az igazság ellen, mind az igazság megbizonyitását a világ ellen. - Mészáros József. Néh. Perlaky Somogyi Leopold Márton szombathelyi püspök érdemei. - Döme Károly. A lelki-pásztornak s a híveknek egymásiránti kötelességeikről. Beiktató beszéd. - Májer József. Wallensteini Schmith János apát ötvenedévi ünnepe mire inti az öröm-atyát s résztvevőit. Seconditziára. - Jenovai Károly. A mentö-himlő áldásiról. - Szabó János. Homiliák pünkösd és vizkereszt napjára. |
| V. kötet |
| - Kolosvári Sándor. Pünkösd után 1., 14., 15., 16., 17., 20., Kis karácsony utáni és Sexagesima s Quinquagesima vasárnapokra. - Szabó János. Pünkösd után 2., 3., 5., 6., 8., 18., 19., 23., 24. vasárnapokra. - Döme Károly. Pünkösd urán 7., 11., 13., 21., 22. s Septuagesima vasárnapokra. - Mártonffy József. Pünkösd után 9. vasárnapra. - Szepessy Alajos. Pünkösd után 4. vasárnapra. - Pünkösd után 10. vasárnapra. N. J. növendék paptól. - Sz. Leo pápának beszéde karácsonkor. |
| VI. kötet |
| - Mártonffy József. A hitbeli kételkedésről. Husvér más napjára. - Az igaz megvilágosodásról Pünkösd hétfőre. - Szabó János. Hajoljon meg Jézus nevében minden elme, minden szív. - Kolosvári Sándor. Mária sz. neve el ne távozzék a szíveinkből s szájainkból. Szüz Mária sz. neve napjára. - Mekkora a különbség a világ jutalma s az Istené közt. Minden szentek napjára. - Mi tette naggyá Sz. Jánost? mi tészen minket is nagyokká. Keresztelő Sz. János napjára. - Szabó János. Kik között lehet a barátság? Mit kiván a barátság? Sz. János apostol napjára. - Szalay Mihály. Sz. Márton példás élete az ő dicséretére s a mi lelki hasznunkra szolgál. - Szerdahelyi Antal. Sz. Norbert érdemei. Sz. Norbert napjára. - Kopácsy József. Az esztergomi főanya-templom fondamentumának letételekor. - Kolosváry Sándor. Nagy-böjti I–VI. vasárnapra. - Döme Károly. Urunk szenvedése és halála örömre is, sirásra is fakaszthatja a bünöst. Nagy-péntekre. - Szabó János. Gróf Bánffy György Erdély egykori főkormányzójának halhatatlan derékségeiről. - Horváth János. A tiszta s mennyei világ meggyujtásáról, mellynél az igaz boldogságnak és üdvösségnek kútfejét megláthatni. Főpásztori beiktatáskor. - Baritz Mihály. A püspöki egyházi látogatásnak főbb czéljáról. - Szalay Imre. A jubileum üdvösséges intézet. Jubileumkor. - Skalka Candid. Krainer József urhoz, mikor nyugodalomra lépvén, szerzett érdemeiért szalagos függő nagyobb arany diszpénzzel Esztergomban fölékesittetnék. |

## Beszédek – Ujabb évfolyam
| I–II. kötet |
| - tartalma nem ismert |
| III. kötet |
| - Szabó János. Pünkösd utáni 1., 5., 6., 12., 14., 23., 24. vasárnapra. - Kovács Ferencz. Pünkösd utáni 2. vasárnapra. - Vezerle Gáspár. Pünkösd utáni 3. vasárnapra. - Szalay Imre. Pünkösd utáni 4., 20. vasárnapra. - Kolosváry Sándor. Pünkösd utáni 7., 10., 19., 21., 22., 24., vasárnapra. - Döme Károly. Pünkösd utáni 9. vasárnapra. - Molnár Ágoston. Pünkösd utáni 13. vasárnapra. - Sisvay Márton. Pünkösd utáni 15. vasárnapra. - Hajós József. Pünkösd utáni 19. vasárnapra. - Névtelenektől. Pünkösd utáni 8., 9., 11., 18., 22. vasárnapra. |
| IV. kötet |
| - Szabó János. Boldogasszony fogantatása napjára. - Szabó János. Gyertyaszentelő boldogasszony napjára. - Szabó János. Gyümölcsoltó b. asszony napjára. - Szabó János. Nagy b. asszony napjára. - Szabó János. Kisasszony napjára. - Szepessy Alajos. Sz. Mihál arkangyal napjára. - Molnár Ágoston. Apostolok oszlása napjára. - Molnár Ágoston. Sz. Benedek apátur napjára. - Molnár Ágoston. Szerafikus Sz. Ferencz napjára. - Sz. S.-től Sz. András apostól napjára. - Sz. S.-től Magyar Sz. Margit szüz napjára. - Nagy János. Akármely vértanu napjára. - Kovács Ferencz. Sz. Móricz vértanu napjára. - Szabó Imre. Nep. Sz. János vértanu napjára. - Szabó Imre. Sz. István király napjára. - Szabó Imre. Sz. Mária Magdolna napjára. - Szabó Imre. Sz. kereszt föltalálása napjára. - Nyári Sz. Bernárd apátúr napjára. - Szenczy Ferencz. Sz. István király napjára. - Krajner Ferencz. Sz. István király napjára. - Hajós József. Sz. László napjára. - Beke Kristóf. Porcziunkula napjára. |